# Тацуја Танака
Тацуја Танака (јап. 田中 達也; 27. новембар 1982) јапански је фудбалер.

## Каријера
Током каријере је играо за Урава Ред Дајмондс и Албирекс Нигата.

## Репрезентација
За репрезентацију Јапана дебитовао је 2005. године. За тај тим је одиграо 16 утакмица и постигао 3 гола.

## Статистика
| Јапан  | Јапан   | Јапан  |
| Година | Наступи | Голови |
| ------ | ------- | ------ |
| 2005.  | 2       | 1      |
| 2006.  | 4       | 0      |
| 2007.  | 2       | 0      |
| 2008.  | 4       | 1      |
| 2009.  | 4       | 1      |
| Укупно | 16      | 3      |